# Wessel Ilcken
Wessel Johan Ilcken ook wel Wes Ilcken (Hilversum, 1 december 1923 – Utrecht, 13 juli 1957) was een Nederlands jazzmusicus, slagwerker en centrale persoonlijkheid in de Nederlandse jazzwereld in de periode van de bebop. Hij was tevens begenadigd waterskiër.
Hij was zoon van Wessel Johan Ilcken en Geertruida Hendrika van Raamsdonk, die in februari 1923 waren getrouwd. Vader, die hotel-directeur was geweest in Nederlands-Indië overleed in mei 1923, voordat zijn zoon werd geboren. Moeder vertrok naar Nederland, waar Wessel werd geboren.
Hij kreeg van zijn moeder een drumstel en ontwikkelde zich grotendeels zelf op dat muziekinstrument. Moeder werkte bij de VARA, waar dikwijls The Ramblers optraden. De drummer van die band, Kees Kranenburg, gaf hem wel wat lessen, maar Ilcken was voor lessen te eigenwijs en Kranenburg zag in hem geen goede drummer. Ilcken wilde eigenlijk nadat hij de middelbare school niet had afgemaakt golfinstructeur worden. De muziek trok kennelijk harder aan hem; hij liet zich beïnvloeden door Jo Jones van 1938 tot 1948 drummer in de bigband van Count Basie. Toen hij achttien jaar was probeerde hij aan Nazi-Duitsland te ontsnappen door via Zwitserland naar het Verenigd Koninkrijk te geraken, hetgeen niet lukte. Vermoedelijk vatte hij daarbij wel een aandoening aan nieren en blaas op die hem tot zijn dood zou hinderen (hij droeg bij lange optredens een urinereservoir aan zijn been).
Die Tweede Wereldoorlog hinderde hem ook bij het uitoefenen van de jazz, de Duitse bezetter verbood dat genre muziek in 1942. Hij werkte bij het orkest van Piet van Dijk en leerde vervolgens Rita Reys kennen. Na de oorlog trouwden ze en konden soms aan de slag in het restaurant Hof van Holland (bijnaam Moonlight gardens) te Den Haag, een uitspanning waar regelmatig geallieerde militairen verbleven. Daarop volgden andere aanbiedingen. De zangkunst van zijn vrouw leidde tot optredens tot in Noord-Afrika (1947) aan toe. Hij ging in eerste instantie mee als "man van", maar toen de drummer ziek werd, nam hij plaats achter het slagwerk. In Tanger, Oran en Algiers leerde hij de pijnstillende werking van marihuana kennen, welke hijzelf ook wel teelde. Er volgden concertreizen naar het Verenigd Koninkrijk (Rita Reys Sextet) en het echtpaar vestigde zich in 1950 in Stockholm, Zweden. Daar was met musici als Arne Domnerus en Lars Gullin een centrum in de Europese jazz ontstaan. Ook ontmoette hij daar een jonge Quincy Jones. Verdere input kwam van radiozenders van American Forces Network en Voice of America. Er volgden in Zweden ook plaatopnamen van het echtpaar, als onderdeel van het Ove Lind Sextet. In 1954 remigreerde het stel en vestigde zich in Loosdrecht, alwaar Ilcken zich deels weer aan sport wijdde, ditmaal tennis en waterskiën. Hij begon met lesgeven en in de vrije avonduren trad het echtpaar op als Rita Reys and the Wessel Ilcken Combo, met name in de Amsterdamse jazzclub Scheherazade, waar ook de internationale jazzscene neerstreek. Ilcken was inmiddels een bekende naam onder de jazzdrummers en kon in diverse plaatopnamen en optredens meewerken met artiesten als Lester Young, Tony Scott, Herbie Mann etc. Collegadrummer Art Blakey vergeleek hem met Shelly Manne, beiden werden bewonderd door Ilcken. Een verdere carrière in de Verenigde Staten lag in de lijn der verwachting, maar Ilcken kreeg geen visum vanwege zijn narcoticagebruik, Rita Reys waagde wel de (tijdelijke) oversteek.
Ilcken bleef sporten en werd als lid van Waterskiclub Loosdrecht op 19 mei 1957, overigens geheel volgens verwachting, de eerste Nederlands kampioen waterskiën, op de plassen rondom Oud-Loosdrecht, in de disciplines slalom en figuren (en derhalve ook in de discipline combinatie). De wedstrijd werd georganiseerd door de Vereniging voor Vreemdelingenverkeer, de Nederlandse Waterski- & Wakeboard Bond bestond nog niet. Hij werd evenwel al snel daarna getroffen door een hersenbloeding. Hij werd opgenomen in het Academisch Ziekenhuis Utrecht, waar hij op 33-jarige leeftijd overleed. Een paar dagen later werd hij gecremeerd op Westerveld.
Van 1963 tot 1980 was zijn naam verbonden aan de jazzprijs. In 1980 kon zijn weduwe Rita Reys, reeds getrouwd met jazzpianist Pim Jacobs, zich niet meer vinden in de keuzes van de jury en de prijs werd omgedoopt tot Boy Edgarprijs. Een foto van het echtpaar, in 1954 geschoten door Paul Huf, bevindt zich in de collectie van het Rijksmuseum. Diverse steden kennen een Wessel Ilckenstraat (b.v. Almere, Amsterdam, Amersfoort, Rotterdam) of –laan (Beverwijk).
- Biografisch Portaal: 66712070
- International Standard Name Identifier: 0000 0000 4577 0042
- Library of Congress Control Number: no2001052753
- MusicBrainz: 3c21a80a-32ff-49e7-985d-d68298479c10
- Virtual International Authority File: 21793724
- WorldCat: E39PBJwhCP7QVp3dfv3pMd3JDq